# Уиджи: Доска Дьявола
«Уи́джи: Доска́ Дья́вола» (англ. Ouija) — фильм ужасов 2014 года режиссёра Стайлза Уайта. Одним из продюсеров фильма стал Майкл Бэй. Мировая премьера состоялась 24 октября 2014 года, в России — 13 ноября.

## Сюжет
Компания друзей вынуждена столкнуться с их самыми страшными кошмарами после того, как пробуждаются темные силы при помощи спиритической доски.
Действие начинается с двух девочек, играющих со спиритической доской. Одна из девочек объясняет правила:
1. Нельзя играть одной;
2. Нельзя играть на кладбище;
3. В конце обязательно следует попрощаться.
Также через линзу планшетки можно увидеть дух.
Спустя много лет взрослая Дебби находит доску на чердаке своего дома и нарушает одно из правил — играет в одиночестве, после чего пытается уничтожить доску и кончает жизнь самоубийством.
Её подруга Элейн никак не может оправиться, и в компании друзей играет с доской. Дух отвечает, и затем друзья один за другим получают послание «Привет, друг». Они снова связываются с духом и выясняют, что это не Дэбби говорила с ними, а некто по имени Дизи. Дизи так же велит им бежать, так как «мама приближается».
Ребята в ужасе бросают игру, но затем один за другим начинают погибать.
В попытке выяснить с кем они имеют дело, они узнают что Дизи — это Дорис Зандерс, которая жила в доме Дэбби с сестрой и матерью. Ее уже пожилая сестра в психиатрической клинике рассказывает, что их мать, увлекаясь спиритическими сеансами, установила связь с духами, а её младшая сестра стала проводником для духов. В конце концов духи завладели матерью и дочкой. Мать не смогла разорвать связь и зашила рот дочери, чтобы «заглушить голоса», а затем убила её. После этого старшая дочь убила мать и попала в психиатрическую лечебницу. Дэбби, используя доску открыла портал и пустила духов в наш мир.
Пола (старшая сестра) советует друзьям найти тело Дорис и разрезать нити, зашивающие её рот чтобы та остановила мать, терроризирующую их.
Они так делают, но оказывается, что это Дорис убивает, а мать всё это время пыталась помешать ей. Пола соврала им, потому Дорис «обещала оставить её в живых», если она ей поможет.
Дух Дорис свободен, и она принялась убивать в полной мере. Ребята решают уничтожить два проводника для духов — тело Дорис и доску одновременно, чтобы закрыть портал. В живых остаются лишь две девушки. Дорис затягивает Сару в подвал, а Элейн пытается отвлечь её, начав в одиночку играть с доской Уиджи. Это срабатывает, но Дорис пытается убить девушку. Но в этот момент вмешивается дух Дэбби и помогает им победить Дорис.
Сара выбирается из подвала с телом и они уничтожают оба проводника и побеждают дух.
В конце девушки обсуждают погибших друзей и задаются вопросом, куда же исчезли духи после того, как ушла Дорис.

## В ролях
- Оливия Кук — Элейн Моррис
- Ана Кото — Сара Моррис
- Дарен Кагасофф — Тревор
- Сантос, Бьянка Алекса — Изабель
- Дуглас Смит — Пит
- Мэттью Сеттл — Энтони Моррис
- Вивис Коломбетти — Нона
- Робин Лайвли — миссис Галарди
- Шелли Хенниг — Дебби
- Лин Шэй — Пола Зандер

## Восприятие
Фильм получил в основном отрицательные отзывы. На сайте Rotten Tomatoes фильм имеет рейтинг 7 % на основе 71 рецензий. На сайте Metacritic фильм имеет 38 баллов из 100 на основе отзывов 22 критиков.
Тестовые просмотры, в свою очередь, обернулись таким шквалом критики, что из-за последовавших затем пересъёмок в итоговую прокатную версию было добавлено примерно 50 % видеоряда, которого не было в тестовой версии (в числе нововведений был персонаж Лин Шэй).